# Karl Decker (général)
Pour les articles homonymes, voir Karl Decker et Decker.
Karl Gustav Adolf Decker, né le 30 novembre 1897 à Borntin, arrondissement de Neustettin et mort le 21 avril 1945 à Groß Brunsrode, est un General der Panzertruppe allemand qui a servi au sein de la Heer dans la Wehrmacht pendant la Seconde Guerre mondiale.
Il a été récipiendaire de la croix de chevalier de la croix de fer avec feuilles de chêne et glaives. La croix de chevalier de la croix de fer et ses grades supérieurs - les feuilles de chêne et glaives - sont attribués pour récompenser un acte d'une extrême bravoure sur le champ de bataille ou un commandement militaire avec succès.

## Biographie
Karl Decker s'engage en 1914 comme volontaire de guerre dans le 54e régiment d'infanterie. Il est promu lieutenant et chef de section. 
Piégé dans la poche de la Ruhr, Karl Decker se suicide le 21 avril 1945.

## Décorations
- Croix de fer (1914)
  - 2e classe (22 juin 1915)
  - 1re classe (1er novembre 1916)
- Croix hanséatique de Hambourg (20 décembre 1917)
- Croix d'honneur
- Agrafe de la croix de fer (1939)
  - 2e classe (22 octobre 1939)
  - 1re classe (16 septembre 1941)
- Insigne des blessés (1939)
  - en Noir (26 juin 1940)
- Médaille du Front de l'Est (15 juillet 1942)
- Insigne de combat des blindés
  - en Argent (1er juin 1940)
- Croix allemande en or (1er août 1942)
- Croix de chevalier de la croix de fer avec feuilles de chêne et glaives
  - Croix de chevalier le 13 juin 1941 en tant que Oberstleutnant et commandant du I./Panzer-Regiment 3[1],[2]
  - 466e feuilles de chêne le 4 mai 1944 en tant que Generalmajor et commandant de la 5e Panzerdivision[1],[3]
  - 149e glaives le 26 avril 1945 en tant que General der Panzertruppe et commandant du 39e corps de blindés[4][Notes 1]
- Mentionné 4 fois dans le bulletin radiophoniques Wehrmachtbericht le 11 décembre 1943, 2 mars, 5 août et 12 octobre 1944